# Fjällsköldbladfoting
Fjällsköldbladfoting (Lepidurus arcticus) är en kräftdjursart som först beskrevs av Peter Simon Pallas 1793.  Fjällsköldbladfoting ingår i släktet Lepidurus och familjen Triopsidae. Enligt den svenska rödlistan är arten nära hotad i Sverige.  Artens livsmiljö är fjäll sjöar, dammar och vattendrag.

## Utbredning
Fjällsköldbladfotingen förekommer huvudsakligen i högfjällsområdet från Jämtland till Torne lappmark. Arten förekommer i Nedre Norrland och Övre Norrland. Arten har en cirkumpolär utbredning i stillastående vatten inom det arktiska området, inklusive Sydnorges fjälltrakter och finsk Lappland.

## Utseende
Fjällsköldbladfotingen tillhör gruppen Notostraca, sköldbladfotingar, som karakteriseras av att huvud och framkropp är täckta av en kraftig ryggsköld. Ryggskölden har en rundad framkant, medan det i bakänden finns en djup inskärning med tandad kant. Bakkroppen, som är lång och smal, bär en ändgaffel, s.k. furca, bestående av två spröt cercopod. De två antennparen är båda mycket små. De första benparen har utskott, som används för förflyttning när djuret kryper på botten, samt för att krafsa i bottenslammet efter föda. De övriga benen är plattade och flikiga. Dessa ben, s.k. phyllopodier, är i ständig rörelse och används för kortare simturer, men framförallt som organ för andning, samt för filtrering och transport av födopartiklar till munnen. Två fasettögon och ett mediant placerat naupliusöga sitter uppe på ryggskölden, nära framkanten. Honorna når en längd på knappt 24 mm medan de mindre hannarna är knappt 11 mm. Färgen är gulbrun, brun, svart eller orange. Släktet har ytterligare en svensk art, spetssköldbladfotingen, Lepidurus apus, vilken finns i södra Sverige och skiljs genom sin större storlek, längre utskott på första benparet samt längre och bredare platta på sista bakkroppssegmentet.